# Timorlederkop
De timorlederkop (Philemon inornatus) is een zangvogelsoort uit de familie Meliphagidae (honingeters).

## Verspreiding en leefgebied
Deze soort is endemisch op het eiland Timor.

## Status
De grootte van de populatie is niet gekwantificeerd, maar de vogel is algemeen en wijdverspreid en de trend is waarschijnlijk stabiel. Om deze redenen staat deze lederkop als niet bedreigd op de Rode Lijst van de IUCN.